# Besir Zeciri
Besir Zeciri (født 6. juli 1990) er en dansk skuespiller.

## Karriere
Zeciris forældre er albanere fra Nordmakedonien. Han voksede op i Avedøre Stationsby. Han startede sin film- og teaterkarriere i en ung alder, da han blev en del af teatergruppen C:NTACT Taskforce, som består af unge mellem 15 og 25 år. Han turnerede rundt i hele Danmark med teatergruppen, hvor han optrådte ca. 200 gange sammen med dem. Det var i den tid han fandt ud af, at han ville være skuespiller. Siden har han haft teaterroller i bl.a. "Ondt Blod" på Betty Nansen Teatret 2012-13, hvor han havde rollen som Hassan.
Han fik sin kortfilmdebut i 2014, da han medvirkede i kortfilmen "Adils krig", og debuterede for et større publikum i rollen som Zlatko i tv-serien 1864. Han havde en mindre rolle i Erik Clausens film Mennesker bliver spist (2015) og i Aminas breve (2017). 
I 2014 deltog han i TV 2s underholdningsprogram Vild med dans 2014, hvor han dannede par med Mie Moltke.

## Filmografi

### Film
- Adils krig (kortfilm fra 2014) - Adil
- Mennesker bliver spist (2015) - biltyv
- Aminas breve (2017) - Erkan[3]
- Kød og blod (2019)
- Kød & blod (2020)

### Tv-serie
- 1864 (2014) - Zlatko
- Broen III (2015) afsnit 3-5 - Mehmet
- Grethe (2016) - Ammar
- Gidseltagningen (2017) - Rami
- Greyzone (2017) - Deni Leka
- Når støvet har lagt sig (2020) afsnit 1-9 - Alban

## Teater
- 2009-14 C:NTACT - Flere roller i flere skuespil[4]
- 2010 Elektra - Instrueret af Niclas Bendixen, opført på Betty Nansen Teatrets Edison scene. Seks unge performere fra teatrets ungdomsafdeling C:NTACT medvirkede med dans.
- 2012-13 Ondt Blod - Spillede rollen som Hassan. Instrueret af Kamilla Bach Mortensen, opført på Betty Nansen Teatret.
- 2014-15 De Overlevende - Spillede rollen som Adam. Instrueret af Frede Guldbrandsen. Opført på Betty Nansen Teatret.